# Estromatolito

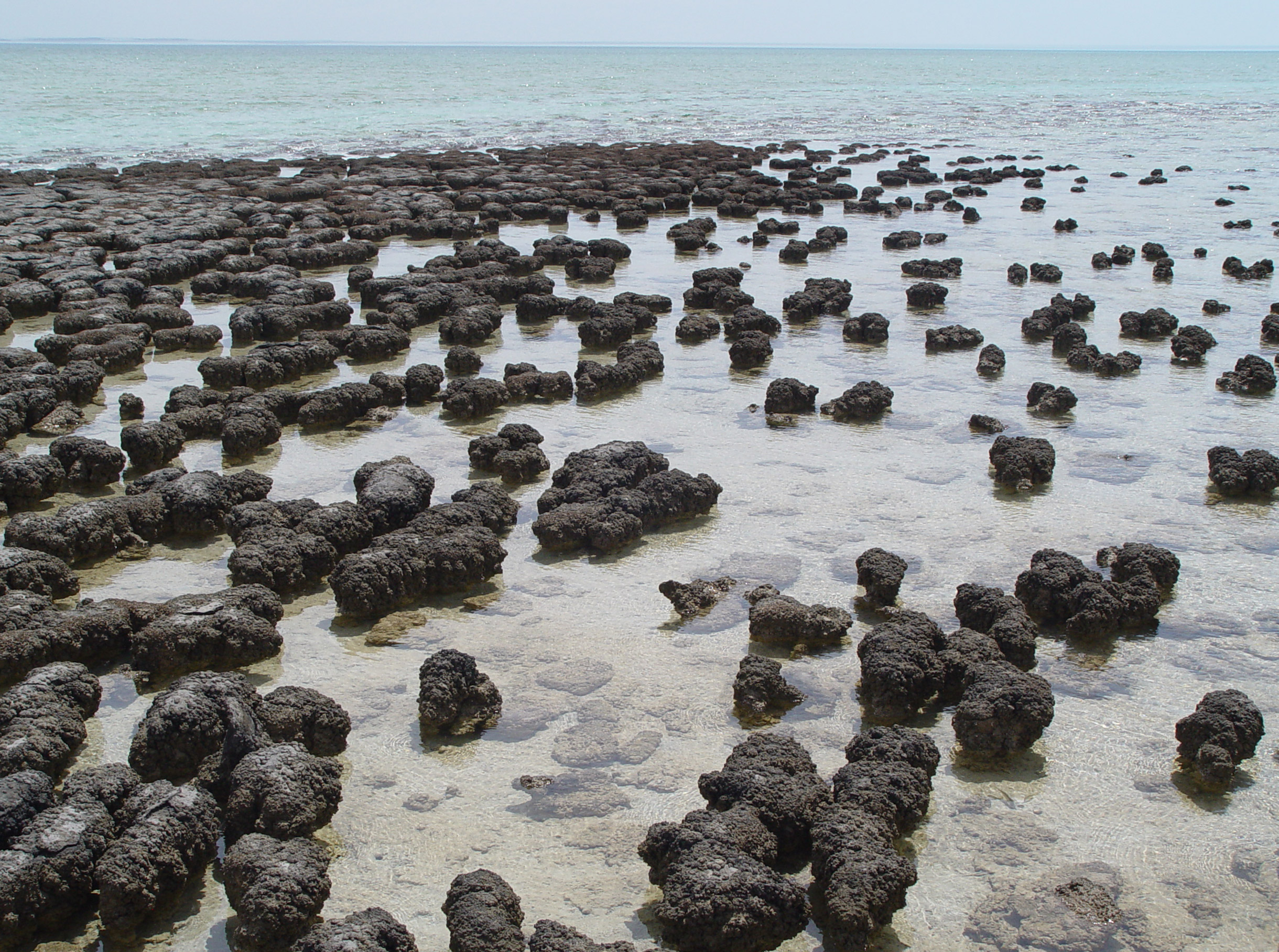
Estromatolitos actuales en la Bahía Shark, Australia.

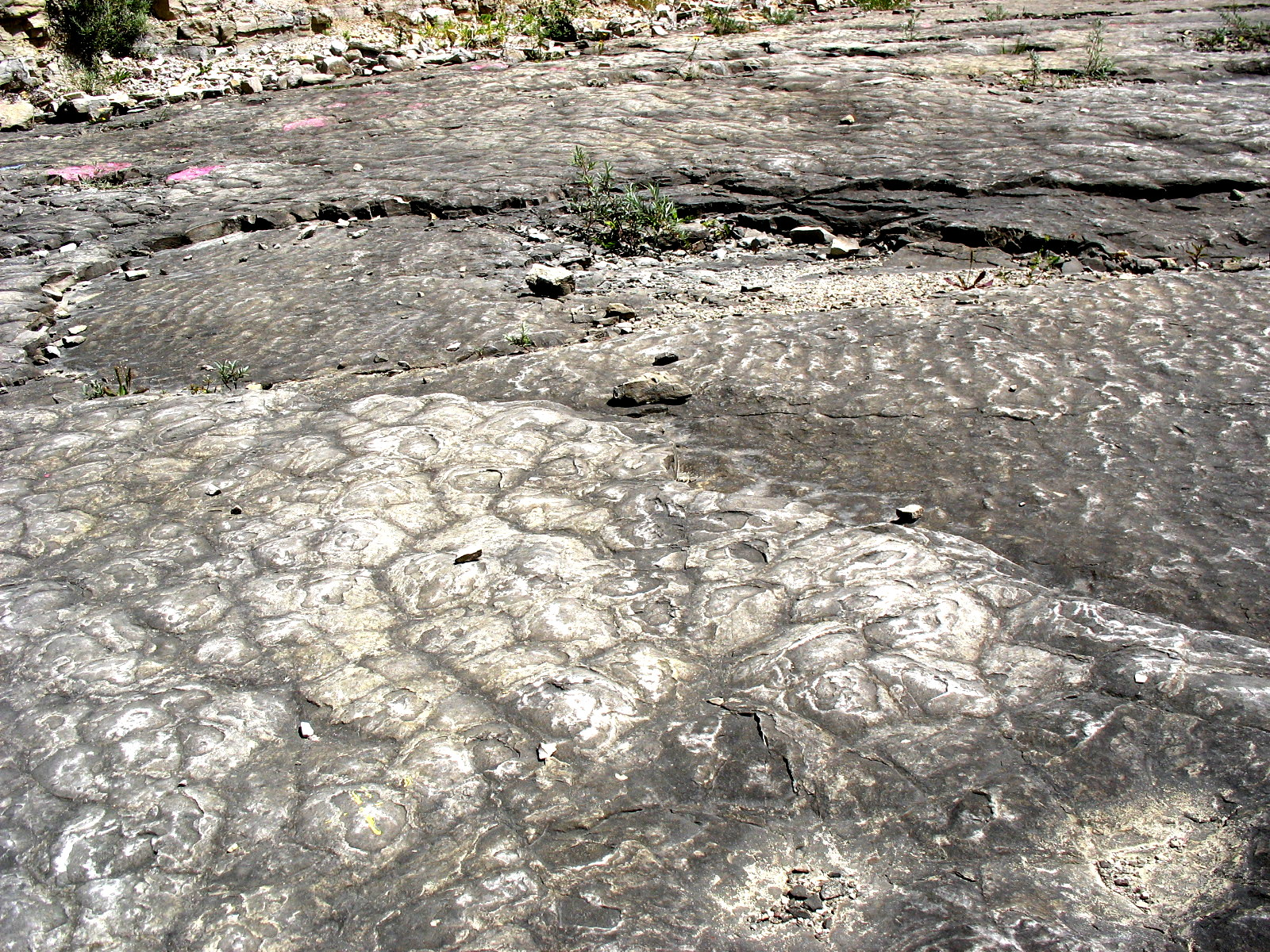
Capa estromatolítica sobre sustrato con ripples (Jurásico de Loulle, Francia).

Los estromatolitos (del griego στρώμα stróma = capa y λίθο lítho = piedra) son microbialitos, estructuras minerales bioconstruidas, formadas por microorganismos, finamente estratificadas de morfología laminar, originados por la producción, captura y fijación de partículas carbonatadas por parte de biopelículas de cianobacterias y otras bacterias. 
Las cianobacterias, mediante fotosíntesis, liberan oxígeno y captan de la atmósfera grandes cantidades de dióxido de carbono para formar carbonatos que, al precipitar, dan lugar a la formación de los estromatolitos.
La laminación es la característica definitoria de los estromatolitos, pero su significado temporal y ambiental suele ser difícil de interpretar. El espesor de las láminas suele ser inferior a algunos milímetros y su morfología es variada, pudiendo ser plana, hemisférica o columnar. Se han definido diferentes estilos de laminación estromatolítica, que se pueden analizar tanto por métodos microscópicos como matemáticos.
Se encuentran estromatolitos fósiles en todas las eras geológicas y uno de los indicios más antiguos de vida en la Tierra son las estructuras estromatolíticas de hace 3700 millones de años encontradas en Groenlandia.

## Formación y desarrollo

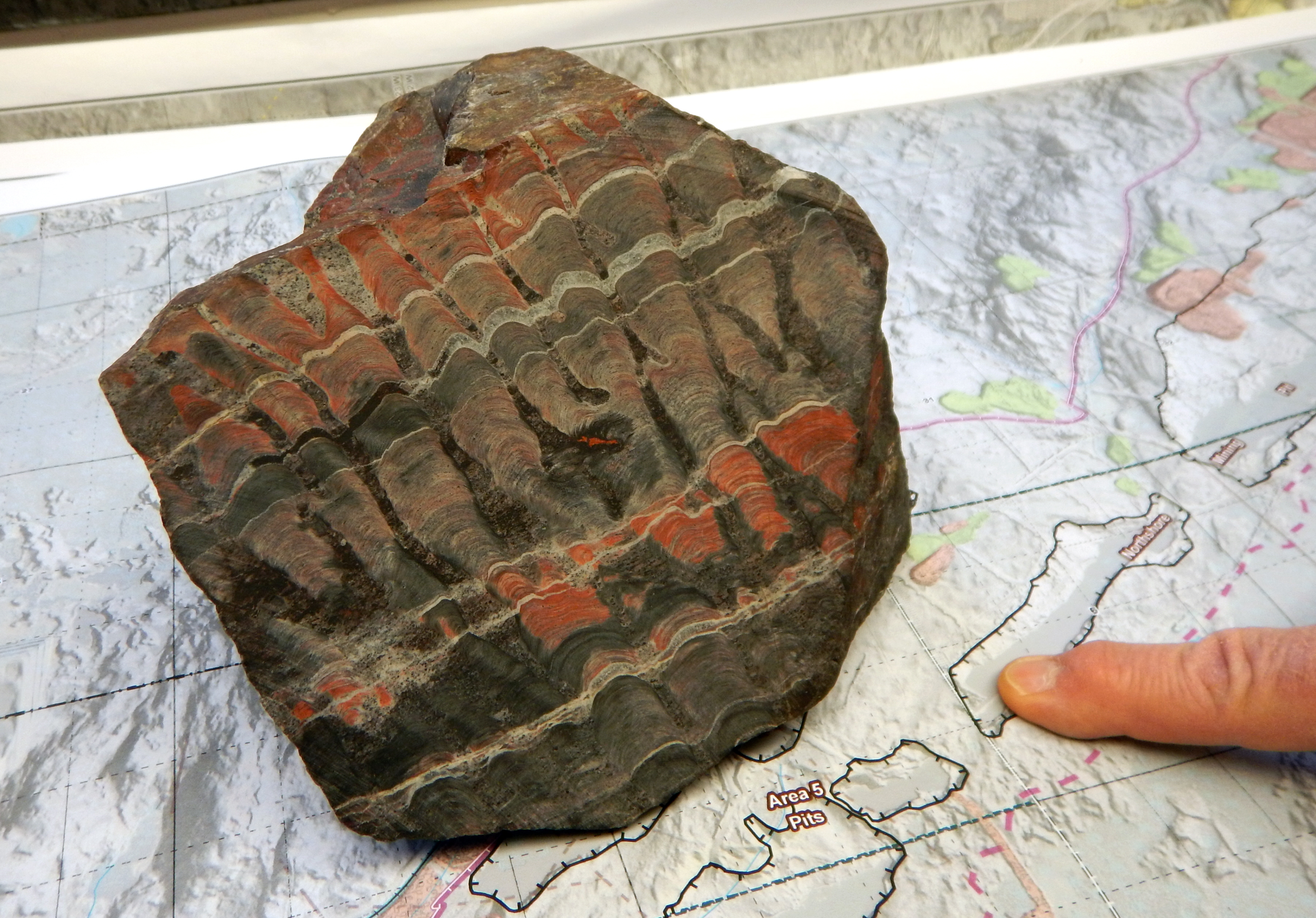
Estromatolito columnar procedente de las colinas de hierro Mesabi, en Minnesota.

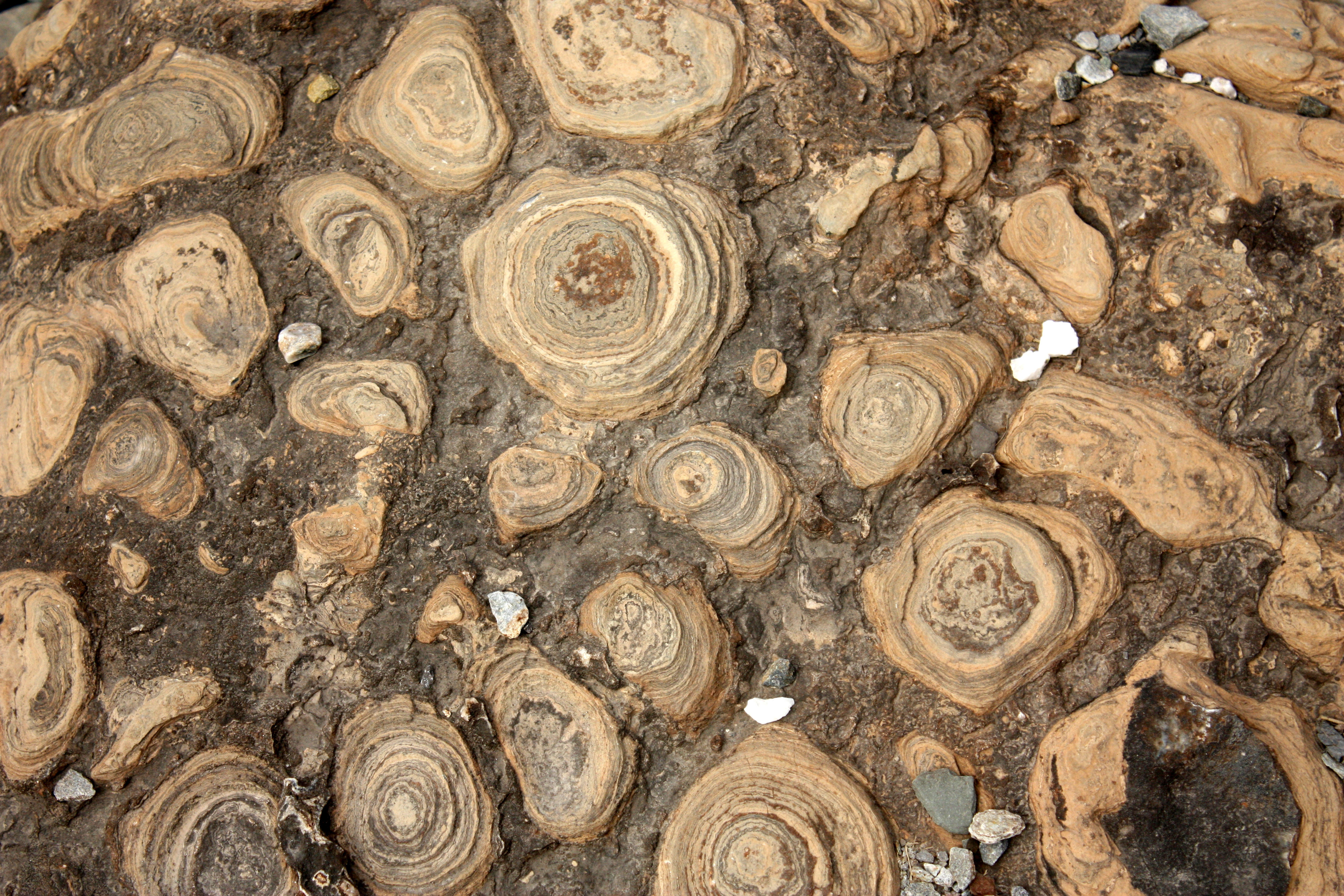
Sección horizontal de estomatolitos antiguos

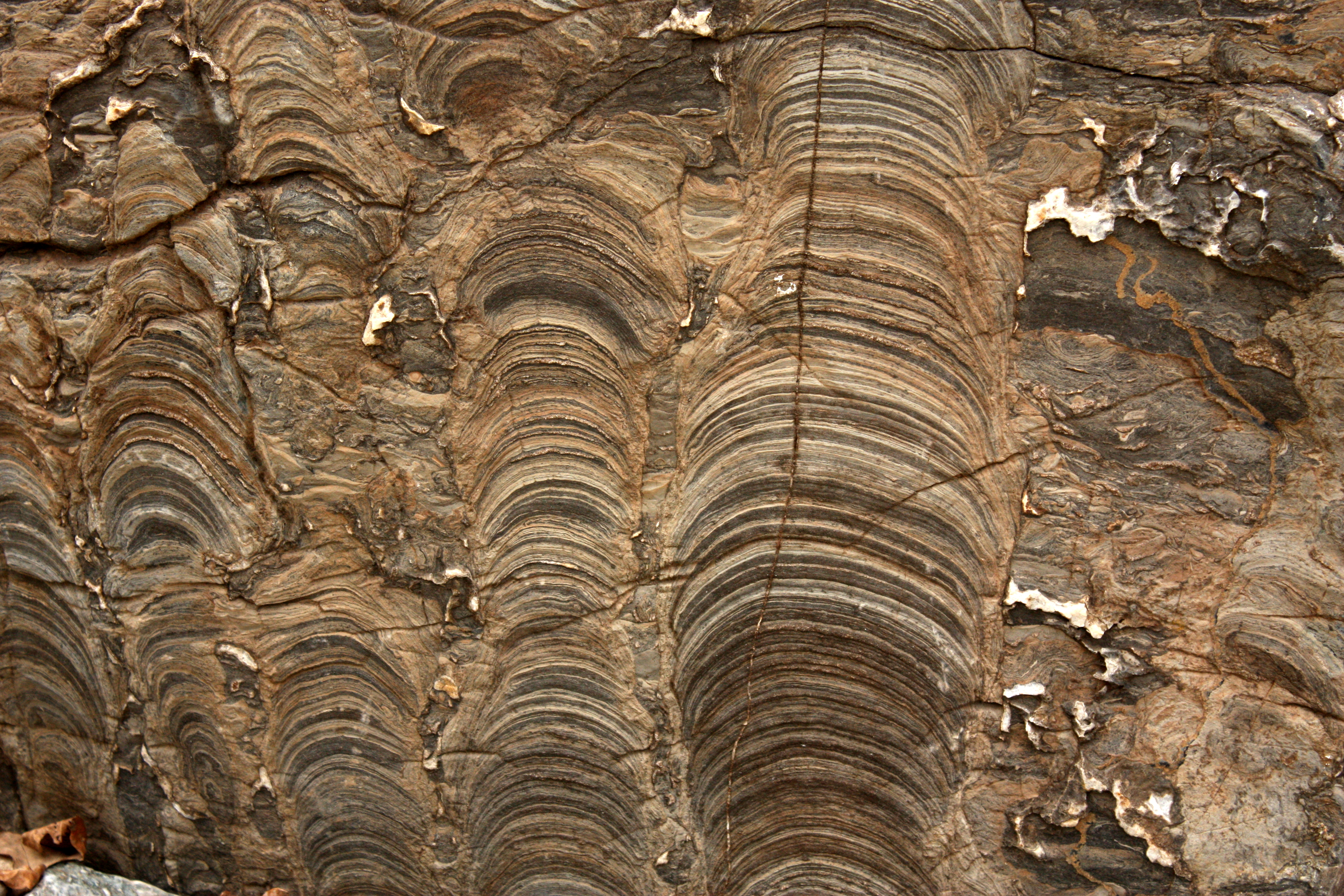
Sección lateral de estromatolitos antiguos.

Los estromatolitos son fruto de la actividad de agrupaciones de células en colonias formando rocas sedimentarias. Las células fosilizadas más numerosas se encontraron en tales rocas originadas al borde de mares cálidos. Al examinarlas en corte al microscopio se distinguen muchas capas superpuestas en finas láminas apiladas unas sobre otras en las que sólo la capa superficial contiene organismos vivos. Estas rocas son pues el resultado de la unión de seres unicelulares, las cianobacterias, que viven en mares cálidos y en aguas poco profundas. Las rocas se forman muy lentamente, capa sobre capa, al morir las células de una capa, depositarse el carbonato cálcico de sus paredes sobre la capa anterior y formarse sobre ellas una nueva capa viva.

## Causa del oxígeno en la atmósfera de la Tierra
Hace unos 3700 millones de años, cuando en los océanos ya existían millones de células vivas, aparecieron los estromatolitos y entre 2500 y 1000 millones de años atrás, los arrecifes de estromatolitos estaban ampliamente expandidos y produciendo oxígeno de forma masiva, provocando un cambio drástico en la atmósfera terrestre, que perdura hasta nuestros días.

## Sitios donde aún se forman estromatolitos

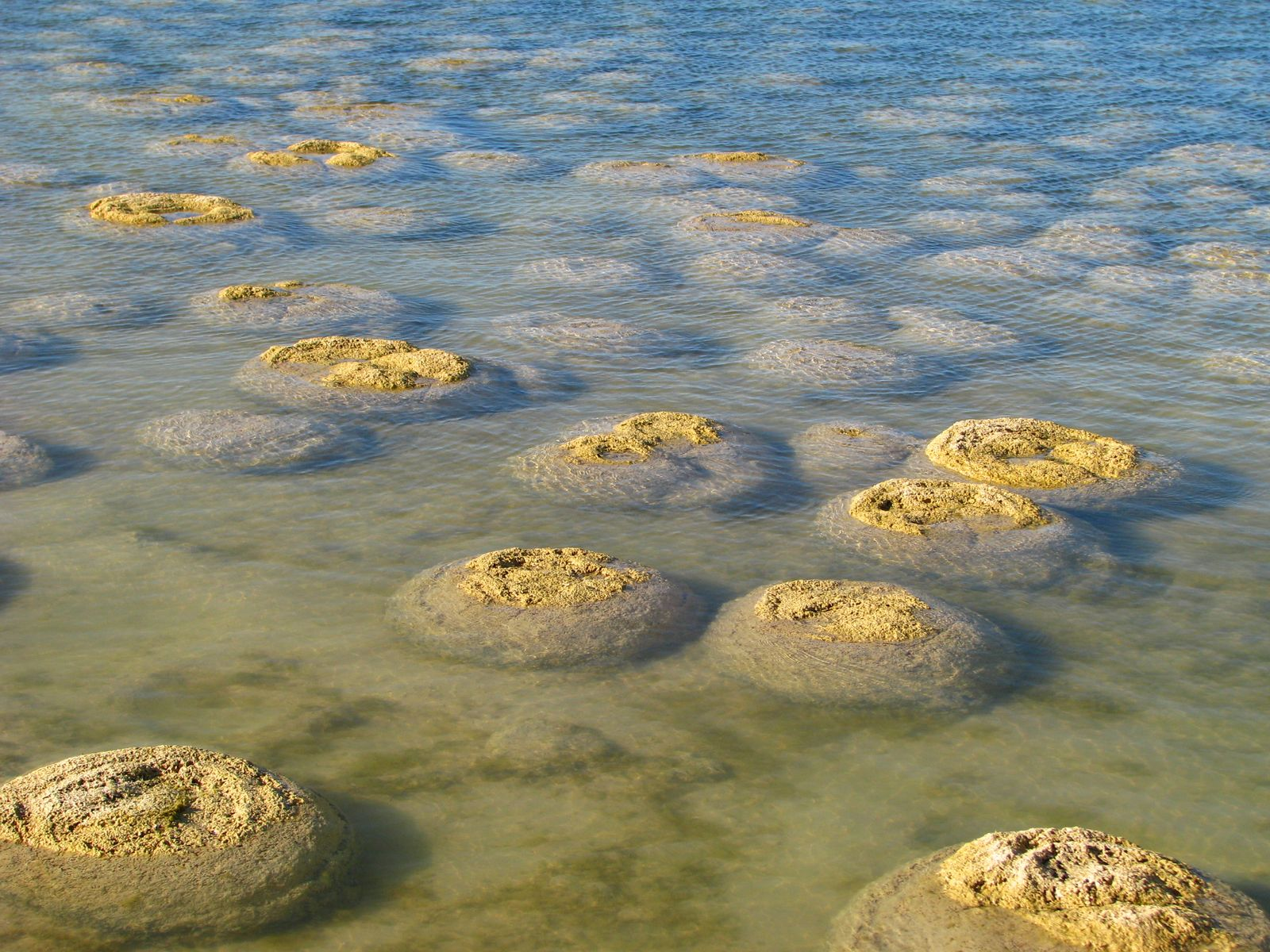
Trombolitos en la costa australiana.

Actualmente, solo se forman en algunos raros lugares preservados del planeta, como por ejemplo en la costa oeste de Australia (no lejos de los sitios donde se encontraron los más antiguos estromatolitos fósiles), en la Laguna de Bacalar y en la Laguna Chichankanab, en Quintana Roo, México, en la Laguna Alchichica Puebla (México), en las Bahamas, en el Mar Rojo, en Lagoa Salgada zona de Río de Janeiro (Brasil), en Pozas azules Cuatrociénegas, ubicado en Coahuila de Zaragoza, México y en salares de la zona norte de Chile, como el Salar de Llamara.
También existen en Laguna Amarga, Parque nacional Torres del Paine, Región de Magallanes, Chile y se registran sitios que se remontan al Proterozoico en San Juan de Marcona, Perú, 1986, según reporte del Instituto Geológico Minero y Metalúrgico peruano.
En octubre de 2009, la bióloga e investigadora del CONICET María Eugenia Farías y su equipo descubrieron estromatolitos a 3000 m de altura en Socompa y Tolar Grande, Salta. Investigadores de la NASA luego redescubrieron estromatolitos vivos en la zona de la Puna Salteña, en el norte de Argentina, más precisamente en la laguna de Socompa y en seis "ojos de mar" (lagunas pequeñas, profundas y muy saladas) cercanos a la población de Tolar Grande en el departamento Los Andes. La particularidad de estos estromatolitos es que el ambiente en el que se forman es extremo, con alta radiación ultravioleta, muy salino y con altos niveles de arsénico.

## Terminología
La palabra estromatolito fue acuñada en 1908 por el geólogo alemán Ernst Louis Kalkowsky (1851-1938), quien la usó para describir las estructuras laminares que aparecían en facies lacustres del Buntsandstein triásico alemán.
El primer término que incluye a los microorganismos fue criptaalgal propuesto por Aitken en 1967, la definió como rocas con posible origen biológico resultado de la precipitación de algas no calcáreas.
La segunda definición fue dada por Awramik y Margulis en 1974 como estromatolito, una estructura organo-sedimentaria producida por la captura unión y precipitación, resultado de actividad metabólica de microorganismos, principalmente cianobacterias.
El tercer término acuñado por Burne y Moore en 1987 retomó la definición de Awamik y Margulis pero sustituyó el nombre estromatolito por microbialito y lo aplicó para sistemas bénticos.
Actualmente el término microbialito engloba a los  estromatolitos, trombolitos, dendrolitos, oncolitos y otras estructuras similares como domos, tobas, sistemas travertínicos, espeleotemas y ventilas hidrotermales. También se reconoce que todas las microbialitas son estructuras sedimentarias inducidas por microbios (ESIM), pero no todas las ESIM son microbialitas.